# Esquipulas del Norte
Esquipulas del Norte é uma cidade hondurenha do departamento de Olancho.